# Xã Peno, Quận Pennington, Nam Dakota
Xã Peno (tiếng Anh: Peno Township) là một xã thuộc quận Pennington, tiểu bang Nam Dakota, Hoa Kỳ. Năm 2010, dân số của xã này là 21 người.